# Macedonië op het Eurovisiesongfestival 2013
Macedonië nam deel aan het Eurovisiesongfestival 2013 in Malmö, Zweden. Het was de 13de deelname van het land op het Eurovisiesongfestival. Het duo Esma & Lozano wist in Zweden met het lied Pred da se razdeni de finale niet te bereiken.

## Selectieprocedure
De Macedonische openbare omroep MRT koos zijn kandidaat net als in 2012 intern. Op 28 december 2012 maakte MRT bekend dat Esma Redžepova en Vlatko Lozanoski hun land mochten vertegenwoordigen op het Eurovisiesongfestival 2013.
Esma Redžepova raakte bekend in het toenmalige Joegoslavië door haar deelname aan de nationale preselectie voor het Eurovisiesongfestival 1971. Met Malo, malo eindigde ze op de derde plaats. In 2006 waagde ze opnieuw haar kans, ditmaal in Macedonië. Ljubov e..., een nummer dat ze in duet bracht met Adrian Gaxha, eindigde op de tweede plaats. In datzelfde jaar werd haar nummer Čaje šukarije ongevraagd gebruikt in de film Borat.
Vlatko Lozanoski raakte in 2007 bekend bij het grote publiek door zijn deelname aan Mak Dzvezdi, een Macedonische talentenjacht. Een jaar later won hij de prijs voor beste debutant op het MakFest, het grootste Macedonische muziekfestival. In 2009 nam hij deel aan de Macedonische preselectie voor het Eurovisiesongfestival. Met het nummer Blisku do mene eindigde hij op de vierde plaats. Een jaar later waagde hij opnieuw zijn kans. Met het nummer Letam kon tebe eindigde hij wederom op de vierde plaats.
Op 19 februari werd het nummer gepresenteerd waarmee het gelegenheidsduo naar Malmö zou trekken. Het nummer droeg de titel Imperija en zou volledig in het Macedonisch vertolkt worden. Echter, op 8 maart maakte MKRTV bekend dat er een nieuw nummer gezocht werd, nadat Imperija in eigen land veel negatieve reacties teweeg had gebracht. Een week later werd het nieuwe nummer voorgesteld: Pred da se razdeni.

## In Malmö
Macedonië trad aan in de tweede halve finale en haalde daar de 16de plaats. Dat volstond niet om zich te kwalificeren voor de finale.
1998 · 1999 · 2000 · 2001 · 2002 · 2003 · 2004 · 2005 · 2006 · 2007 · 2008 · 2009 · 2010 · 2011 · 2012 · 2013 · 2014 · 2015 · 2016 · 2017 · 2018 · 2019 · 2020 · 2021 · 2022 · 2023-2025
Albanië · Armenië · Azerbeidzjan · België · Bulgarije ·  Cyprus · Denemarken · Duitsland · Estland · Finland · Frankrijk · Georgië · Griekenland · Hongarije · Ierland · IJsland · Israël · Italië ·  Kroatië · Letland · Litouwen · Macedonië · Malta · Moldavië · Montenegro · Nederland · Noorwegen · Oekraïne · Oostenrijk · Roemenië · Rusland · San Marino · Servië · Slovenië · Spanje · Verenigd Koninkrijk · Wit-Rusland · Zweden · Zwitserland